# Servicios de comunicación enriquecida
Los servicios de comunicación enriquecida (RCS, por sus siglas en inglés) son una iniciativa de la GSMA para proveer servicios de comunicación entre operadores, basado en Subsistema Multimedia IP, como tecnología que suceda al SMS.
RCS, bajo la marca comercial joyn, fue lanzado por primera vez en España en 2012 por Movistar. En sus orígenes, joyn no fue compatible con muchos móviles y otros operadores.
En marzo de 2020, Telefónica, Vodafone, Orange y MásMóvil ya daban soporte para mensajería RCS de forma gratuita.